# Juraj Szikora
Juraj Szikora (Tvrdošovce, 2 marzo 1947 – 12 dicembre 2005) è stato un calciatore cecoslovacco, di ruolo centrocampista.

## Carriera

### Nazionale
Il 18 maggio 1966 esordisce contro l'URSS (1-2).